# Gjensidige Forsikring

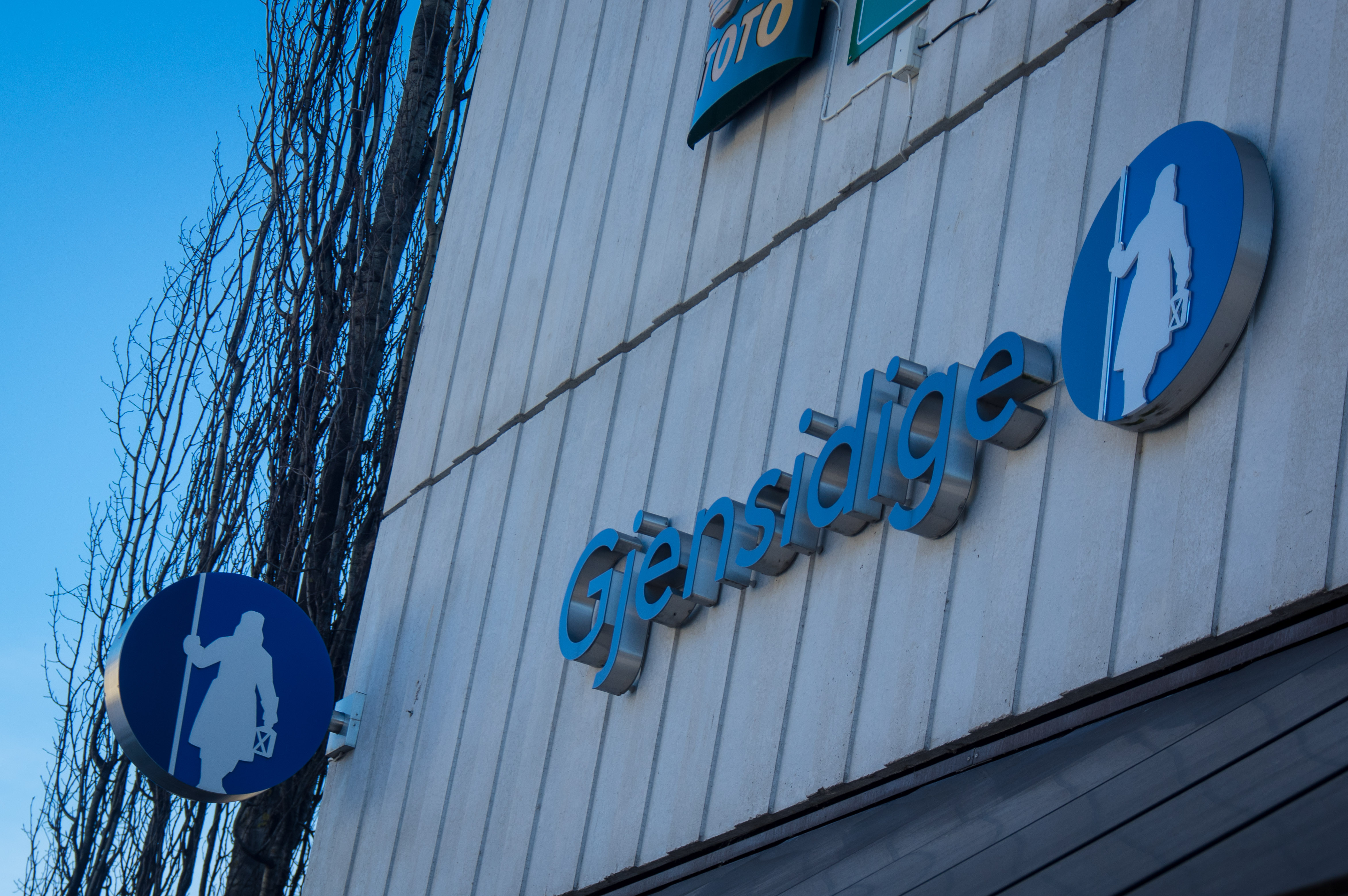
Unternehmenslogo an einem Gebäude

Die Gjensidige Forsikring ASA ist ein norwegischer Versicherungskonzern. Die Ursprünge des Unternehmens liegen in einer gegenseitigen Feuerversicherung aus Oppland, die 1816 gegründet wurde. Der Name des Unternehmens nahm allerdings seinen Ursprung in der Christiania almindelige gjensidige forsørgelsesanstalt ‚Christiania allgemeine gegenseitige Vorsorgeanstalt‘, aus dem Jahre 1847. Zwischen 2007 und 2014 hielt die Versicherung Anteile am Finanzunternehmen Storebrand und war zeitweilig dessen größter Alleinaktionär. 2010 wurde der Versicherungskonzern demutualisiert und an die Börse gebracht. Heute ist die Gjensidige Forsikring Teil des OBX Index der Osloer Börse. Die Gjensidigestiftelsen ‚Gjensidige-Stiftung‘, hält über 62 % der Anteile an der Gjensidige Forsikring.
Gjensidige Forsikring bietet sowohl Versicherungen, als auch andere Finanzdienstleistungen an. Dies geschieht auch über die Gjensidige Bank, die zum Konzern gehört. Gjensidige besitzt Tochtergesellschaften in Dänemark, Schweden und den baltischen Staaten.